# Catboat

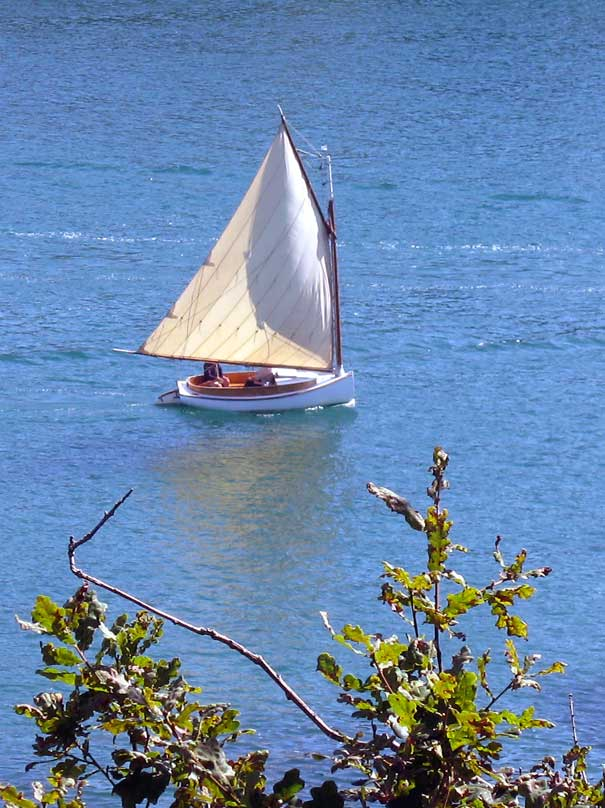
"Misainier" amb vela àurica

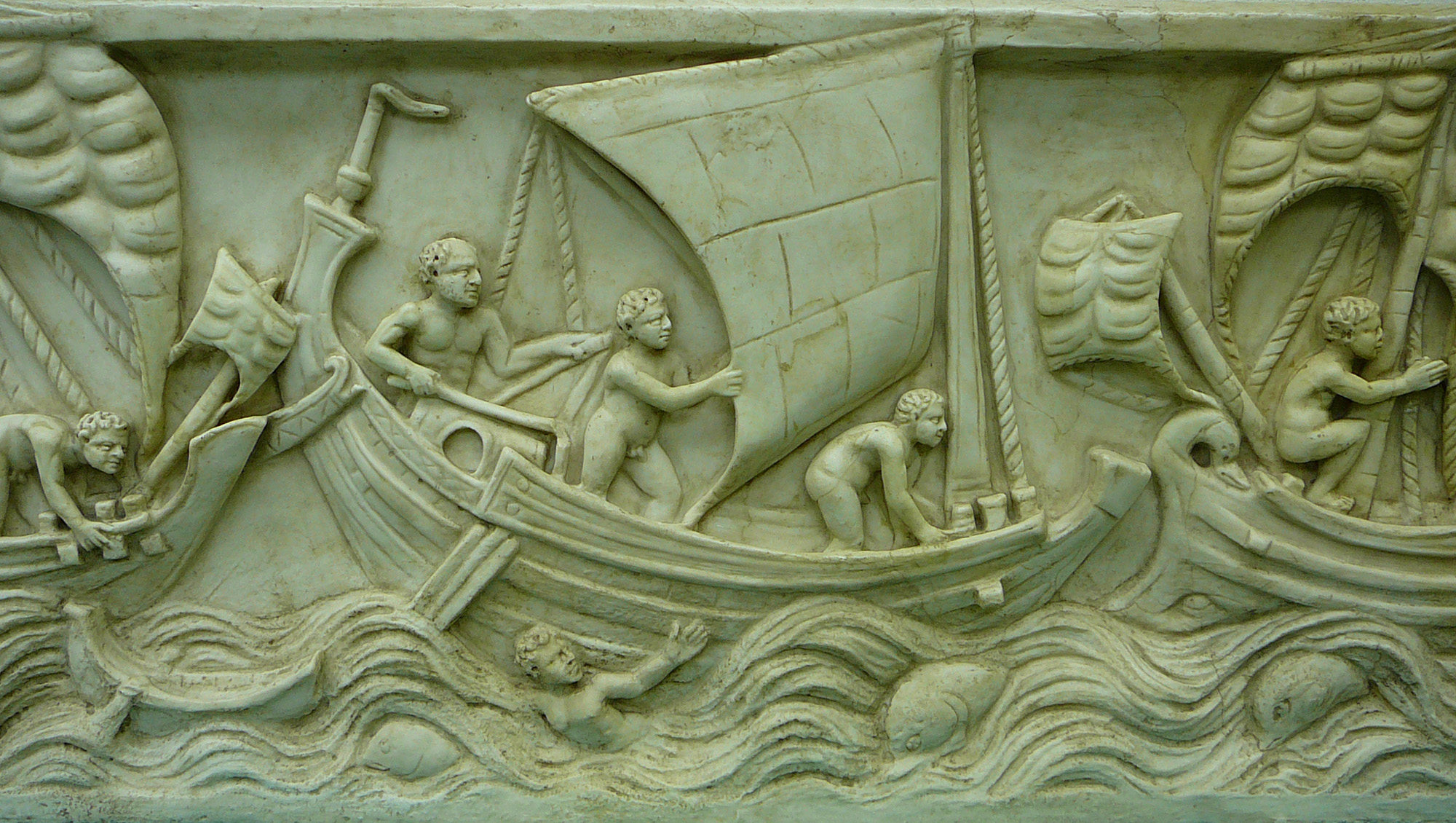
Les primeres veles de tall aparegueren en la forma de veles al terç en embarcacions grecoromanes clàssiques. El baix relleu mostra una embarcació romana amb una vela al terç i el pal a proa.

L'aparell anomenat catboat en anglès denomina tots els velers que arboren un pal molt a prop de proa amb una vela de tall.
Originalment els catboats hissaven veles cangrees o al terç. A les illes Bermudes anaven amb veles bermudianes (o marconi) Modernament hi ha molts catboats de regates o per a navegació d'esbarjo. Incloent-hi catamarans (com els de Classe A o el Patí de vela).

## Orígens del catboat
Els orígens d'aparells amb un pal a proa i una vela són molt antics. Hi ha representacions de l'època romana de petites embarcacions que usen aquest sistema.
Des del punt de vista del nom, catboat o cat-boat, sembla que deriva del neerlandès "kat". El terme "kat" representava una petita barca amb aparell de catboat.
A França es coneixien amb el nom de "misainiers". Per la vela anomenada "misaine". A Anglaterra hi havia la denominació "una sail" que feia referència a una vela única.
El nom anglès de "catboat" sembla que va sorgir a la costa est dels Estats Units.

## Catboats de pesca
L'origen dels catboats americans cal situar-lo a Nova York al voltant de 1840. Des d'allí es va propagar cap al sud i cap a l'est.
Els catboats tradicionals acostumen a tenir una mànega important, una orsa i una vela cangrea. La botavara sovint sobresurt per la popa. Les qualitats destacables són: aparell senzill, facilitat de govern, poc calat i gran capacitat.
Com a petits vaixells de pesca i de transport de cabotatge foren molt utilitzats en aigües del cap Cod, badia de Narrangansett, Nova York i Nova Jersey.

## Catboats de regates

Monotipus olímpic Finn. Vegeu l'orsa abatible i el pal flexat com quan navega. En posició de repòs és recte.

Els catboats de regates tenen una història prou interessant.
Un monotipus important és el que fou protagonista de les regates en solitari de les Olimpíades de Los Angeles (1932), en les quals el barceloní Santiago Amat (del Club Marítim de Barcelona) s'emportà la medalla de bronze: l'Snowbird.
Un altre monotipus que ha esdevingut clàssic és el Finn. Sense oblidar les classes Yole OK, Europa i Laser.
També hi ha catamarans amb aparell de catboat. El més antic i singular, amb unes qualitats marineres excel·lents, és el patí de vela. Els catamarans de la Classe A i alguns de la Classe C també són catboats.